# سمارت فريش
سمارت فريش (نظام الجودة SmartFresh) هو علامة تجارية لمنتج اصطناعي يحتوي على1-methylcyclopropene (1-MCP). يتم تسويقه من قبل شركة AgroFresh Solutions, Inc. وهي شركة أمريكية مملوكة ملكية عامة (NASDAQ: AGFS) لها عمليات عالمية. توقف تقنية SmartFresh عملية النضج الطبيعية للفواكه والخضروات لإطالة نضارتها.

## وظيفة
1-MCP يقوم بحجب تأثيرات كل من الإيثيلين الداخلي والخارجي من خلال الارتباط التفضيلي بمستقبل الإيثيلين. يتم استخدامه في مرافق التخزين وحاويات النقل لإبطاء عملية النضج وتحفيز إنتاج الإيثيلين في الفاكهة. عامل الإيثيلين ليس مفيداً بعد حصاد الفاكهة الناضجة. وتمت الموافقة على طريقة إطالة عمر المنتج بهذه الطريقة من قبل الاتحاد الأوروبي في عام 2005م،  ويمكن دمجه مع التكنولوجيا القياسية للتحكم بالغلاف الجوي. 

## مخاوف المستهلكين
تم التدقيق على استخدام 1-MCP لمنع نضج الفاكهة من قبل الصحافة في أواخر عام 2005م، عندما تبين أن هذه الطريقة تستخدم أحياناً لمنع نضج الفاكهة لمدة تصل إلى عام، مما يتسبب في شراء المستهلكين لفاكهة عمرها عام. دون أن يكونوا على علم بهذا الأمر. الفواكه التي تم معالجتها بـ 1-MCP لا تضع أي لوحات تعريفية، ويسمح باستخدامها مع الأطعمة العضوية المعتمدة، وبالتالي لا يمكن تمييزها عن المنتجات غير المعالجة. في الولايات المتحدة لا يسمح البرنامج العضوي الوطني باستخدام 1-MCP على المنتجات العضوية، ولكن الاختبار الوحيد الذي ابتكرته وكالة حماية البيئة الأمريكية؛ تعتبر طريقة التحليل المعزول إشعاعياً باهظة الثمن، على الرغم من أنها يمكن أن تقيس المخلفات على الفاكهة لمدة تصل إلى 90 يوماً بعد العلاج.  سهولة التطبيق تجعله سهل الوصول للمزارعين والمنتجين. أظهرت الدراسات أنه لا توجد بقايا على الفاكهة بعد المعالجة. تم تحديد 1-MCP على أنه مركب اصطناعي، ولم تتم الموافقة عليه للاستخدام في الأطعمة الأمريكية التي تحمل علامة «عضوية» من قبل وزارة الزراعة الأمريكية. 1-MCP حاصلة على الموافقة التنظيمية للاستخدام في المنتجات في أكثر من 30 دولة، بما في ذلك الولايات المتحدة والاتحاد الأوروبي.
بحلول عام 2006م، انقسمت آراء تجار التجزئة حول ما إذا كان ينبغي استخدام مُحسِّن الجودة هذا. في منشور True Food Network الصادر عن Greenpeace,  ادعى مدير أعمال Apple & Pear Australia توني راسل أن العمر الطويل للمنتجات ضروري لتقديم فواكه صالحة للأكل طوال العام، وأن هذه الفاكهة لا تزال صحية. تم الرد عليه من قبل مدير مختبر سيدني ما بعد الحصاد الدكتور ستيفن موريس في أن مستويات فيتامين سي و مضادات الأكسدة قد تستمر في الانخفاض، وهو قلق يشاركه فيه آخرون أيضاً  في هذه الصناعة.
ترى سوزان كيجلي، وهي عالمة بارزة في شبكة Pesticide Action Network بأمريكا الشمالية، ومقرها سان فرانسيسكو، سمارت فريش على أنها «من المحتمل أن تكون منخفضة المخاطر جداً على المستهلكين». يرى علماء آخرون أن 1-MCP «على الأرجح غير ضار بالبشر».

### فهرس
- New York Times (2006). Lasting crunch but less scent.
- Blankenship, S.M., and Dole, J.M. (2003). 1-Methylcyclopropene: A review. Postharvest Biol. Tech. 28, 1–25.

## روابط خارجية
- Smartfresh.com نسخة محفوظة 29 أكتوبر 2020 على موقع واي باك مشين.
- 1-Methylcyclopropene (MCP) Fact Sheet at the EPA
- "A brief history of 1-MCP," Hortscience Vol. 43(1) February 2008
- Fruit Growers News
- Produce Processing
- AndNowUKnow
- Refrigerated & Frozen Foods
- The Packer
- Plant Growth Regulation Society of America